# Delaford
Delaford es una localidad de Trinidad y Tobago, que forma parte de la parroquia de St. Paul.

## Geografía
La localidad abarca parte de la isla de Tobago y limita al norte con Campbleton-Charlotteville y Top Hill (ambas localidades pertenecientes a la parroquia de St. John), al sur con Delaford-Louis d'Or-Lands Settlement y el océano Atlántico, al este con King's Bay y al oeste con Rosborough y Betsy's Hope.

## Demografía
Datos demográficos de la localidad de Delaford:
| Gráfica de evolución demográfica de Delaford entre 2000 y 2011 |
|                                                                |